# Паскарелла, Энцо
Энцо Паскарелла (итал. Enzo Pascarella; 6 июля 1901, Неаполь — 4 января 1978, Сан-Диего) — американский скрипач, музыкальный педагог и композитор итальянского происхождения.
Сын скрипача Иньяцио Паскареллы (1877—1918), наряду с братьями получил первоначальное музыкальное образование у своего отца, затем окончил неаполитанскую консерваторию Сан-Пьетро-а-Майелла (1916), где учился также у Антонио Савасты (композиция). Играл в различных оркестрах города. Также, как утверждалось, занимался под руководством Сезара Томсона. В 1921 г. вместе с матерью и братьями перебрался в Нью-Йорк. В 1927—1940 гг. выступал в составе семейного Трио Паскарелла вместе с Карло Паскареллой (фортепиано) и Чезаре Паскареллой (виолончель), гастролируя по всей стране, а также в Европе; кроме того, вместе с ещё одним братом, Габриэлем Паскареллой (1912—1995), также скрипачом, составлял фортепианный квартет, известный своим участием в концертах Флоренс Фостер Дженкинс (музыканты не аккомпанировали ей, а играли в паузах, когда Дженкинс отдыхала и меняла костюмы). С 1940 г. в Сан-Диего, возглавлял Южнокалифорнийский институт музыки. Выступал также как дирижёр, автор небольших вокальных и камерных сочинений (Колыбельная для голоса с хором и оркестром, Хабанера для голоса с оркестром, Испанский танец для струнного трио и т. д.).